# Come Along
"Come Along" är en sång framförd av Titiyo och skriven av Jocke Berg och Peter Svensson från albumet Come Along.
Låten vann en Grammis i kategorin "Årets låt" 2001 samt vann Rockbjörnen i kategorin "Årets svenska låt". På Trackslistan blev låten näst största hiten år 2001.
Ulf Dageby tolkade låten i fjärde säsongen (2013) av TV4:s Så mycket bättre i en översatt version kallad "Kom igen nu".
Låten används i dokumentärfilmen Blodssystrar (2015).

## Listplaceringar
| Lista (2001-2002)   | Topplacering |
| ------------------- | ------------ |
| Belgien (Flandern)  | 17           |
| Belgien (Vallonien) | 35           |
| Danmark             | 7            |
| Finland             | 3            |
| Frankrike           | 13           |
| Nederländerna       | 20           |
| Norge               | 6            |
| Nya Zeeland         | 44           |
| Schweiz             | 22           |
| Sverige             | 3            |
| Österrike           | 9            |

### Fotnoter
1. ↑  ”Grammis”. Arkiverad från originalet den 17 mars 2012. https://web.archive.org/web/20120317055524/http://www.ifpi.se/wp/wp-content/uploads/100428-lc-vinnare-genom-%C3%A5ren.pdf. Läst 1 maj 2011.
2. ↑  ”Aftonbladet”. 25 februari 2006. http://www.aftonbladet.se/nojesbladet/musik/rockbjornen/article12332776.ab. Läst 2 maj 2011.
3. ↑  ”Blodssystrar”. Svensk Filmdatabas. http://www.sfi.se/sv/svensk-filmdatabas/Item/?itemid=75224&type=MOVIE&iv=Basic&ref=/templates/SwedishFilmSearchResult.aspx?id%3d1225%26epslanguage%3dsv%26searchword%3dblodssystrar%26type%3dMovieTitle%26match%3dBegin%26page%3d1%26prom%3dFalse. Läst 15 november 2015.
4. ↑  ”Listplacering”. http://www.ultratop.be/nl/showitem.asp?interpret=Titiyo&titel=Come+Along&cat=s. Läst 11 maj 2011.
5. ↑  ”Listplacering”. http://www.ultratop.be/fr/showitem.asp?interpret=Titiyo&titel=Come+Along&cat=s. Läst 11 maj 2011.
6. ↑  ”Listplacering”. Arkiverad från originalet den 2 oktober 2015. https://web.archive.org/web/20151002230734/http://www.danishcharts.com/showitem.asp?interpret=Titiyo&titel=Come+Along&cat=s. Läst 11 maj 2011.
7. ↑  ”Listplacering”. http://finnishcharts.com/showitem.asp?interpret=Titiyo&titel=Come+Along&cat=s. Läst 11 maj 2011.
8. ↑  ”Listplacering”. http://lescharts.com/showitem.asp?interpret=Titiyo&titel=Come+Along&cat=s. Läst 11 maj 2011.
9. ↑  ”Listplacering”. http://dutchcharts.nl/showitem.asp?interpret=Titiyo&titel=Come+Along&cat=s. Läst 11 maj 2011.
10. ↑  ”Listplacering”. http://norwegiancharts.com/showitem.asp?interpret=Titiyo&titel=Come+Along&cat=s. Läst 11 maj 2011.
11. ↑  ”Listplacering”. Arkiverad från originalet den 22 oktober 2012. https://web.archive.org/web/20121022014148/http://charts.org.nz/showitem.asp?interpret=Titiyo&titel=Come+Along&cat=s. Läst 11 maj 2011.
12. ↑  ”Listplacering”. http://hitparade.ch/showitem.asp?interpret=Titiyo&titel=Come+Along&cat=s. Läst 11 maj 2011.
13. ↑  ”Listplacering”. http://swedishcharts.com/showitem.asp?interpret=Titiyo&titel=Come+Along&cat=s. Läst 11 maj 2011.
14. ↑  ”Listplacering”. http://austriancharts.at/showitem.asp?interpret=Titiyo&titel=Come+Along&cat=s. Läst 11 maj 2011.